# Evurtius von Orléans

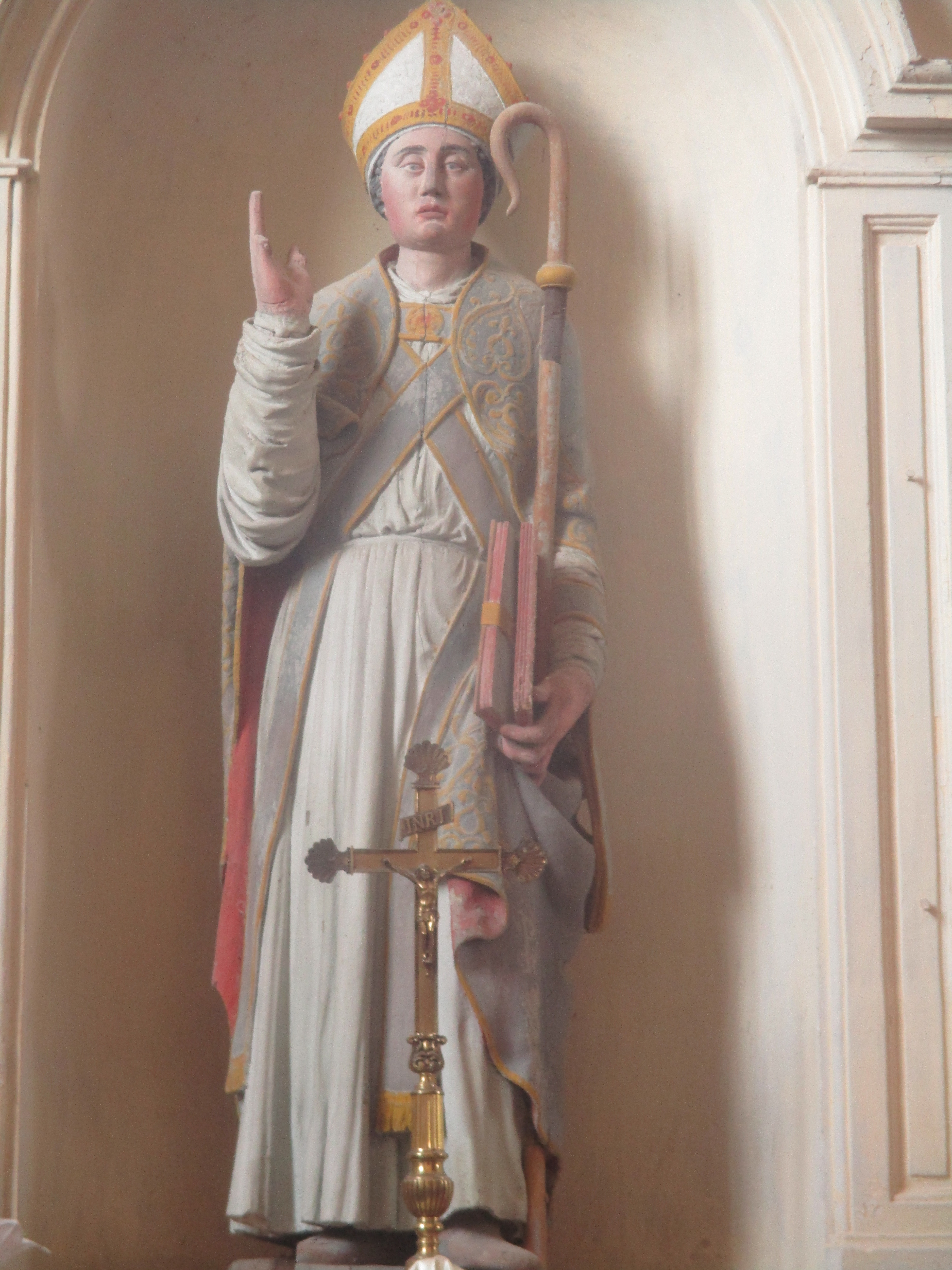
Statue des Hl. Evurtius

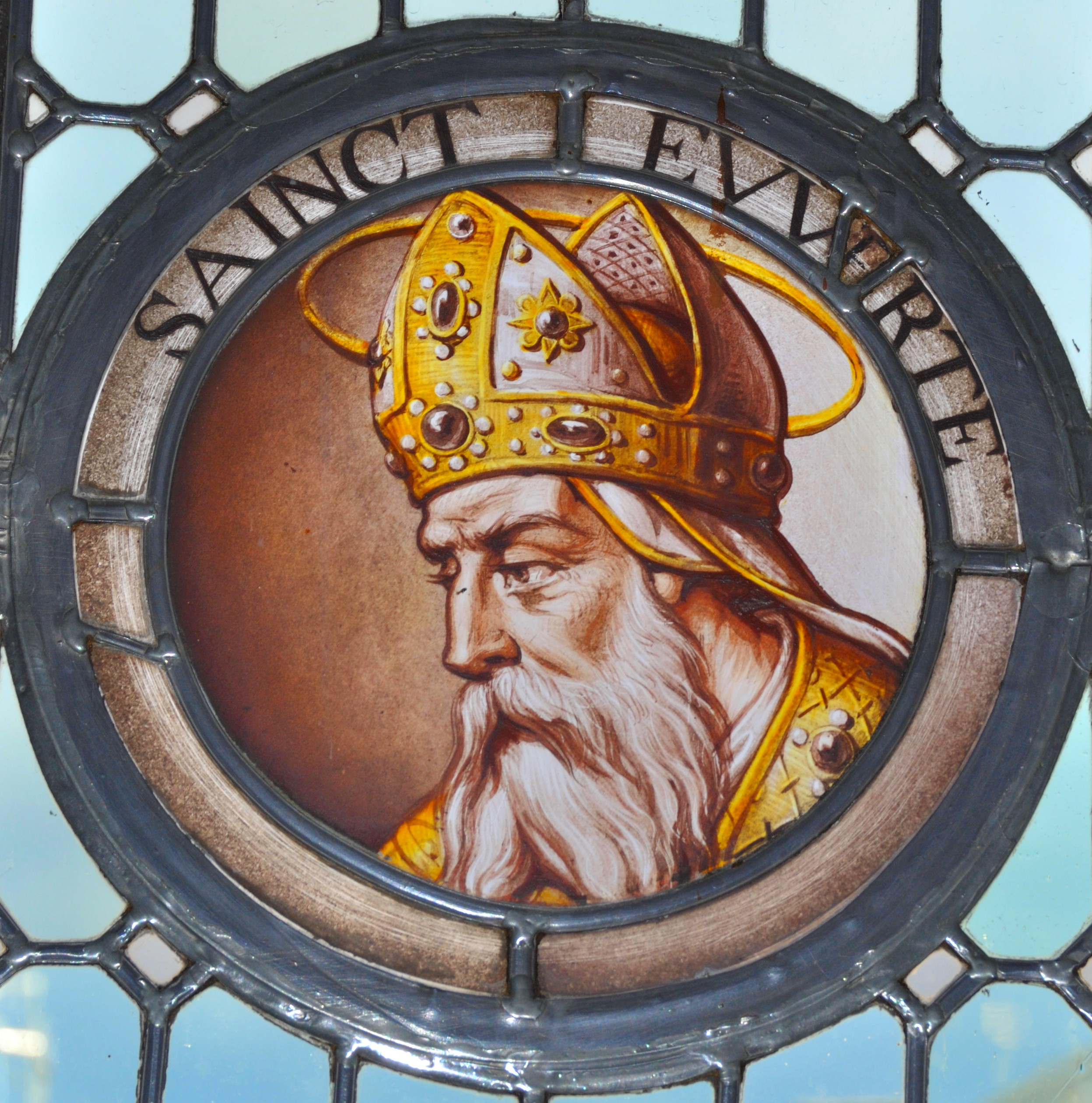
Hl. Evurtius in einem Glasgemälde in Orléans

Evurtius von Orléans (auch Evortius oder Eortius, französisch Saint-Euverte, † um 380 in Orléans) war im späten 4. Jahrhundert Bischof der Stadt Orléans an der Loire. Später vom Volk als Heiliger verehrt, ist sein Gedenktag der 7. September.

## Vita
Die Quellen zu Evurtius sind spärlich, denn erste Nachrichten stammen aus der Lebensgeschichte seines Nachfolgers Anianus von Orléans; weitere legendarische Lebensgeschichten über Evurtius wurden im 9. und im 11. Jahrhundert verfasst. Angeblich war er Subdiakon in Rom. Auf der Suche nach seinen entführten Geschwistern kam er nach Cenabum (antiker Name von Orléans), als dort gerade die Wahl eines neuen Bischofs anstand. Eine Taube ließ sich dreimal auf ihm nieder und er wurde gewählt. Einen Stadtbrand konnte er durch einen wundersam bewirkten Regen löschen. Er ließ die Kathedrale bauen und weihte sie Sainte-Croix, dem heiligen Kreuz Jesu Christi. Im Jahr 374 nahm er nachweislich an der Synode in Valence teil.
Evurtius wurde in der ihm geweihten Kirche Saint-Euverte in Orléans bestattet. Im Jahr 2003 wurden die Reliquien von dort in die Kathedrale von Orléans überführt.

## Verehrung
Der Hl. Evurtius erfährt kaum Verehrung. Nur eine französische Kirche trägt sein Patrozinium.

## Darstellungen
Mittelalterliche Darstellungen des Heiligen sind nicht bekannt; auch neuzeitliche Darstellungen sind selten.